# Shulan
Shulan (舒兰市S, ShūlánP) è una città-contea della Cina, situata nella provincia di Jilin e amministrata dalla prefettura di Jilin.